# Dolmen von Cruz-Menquen

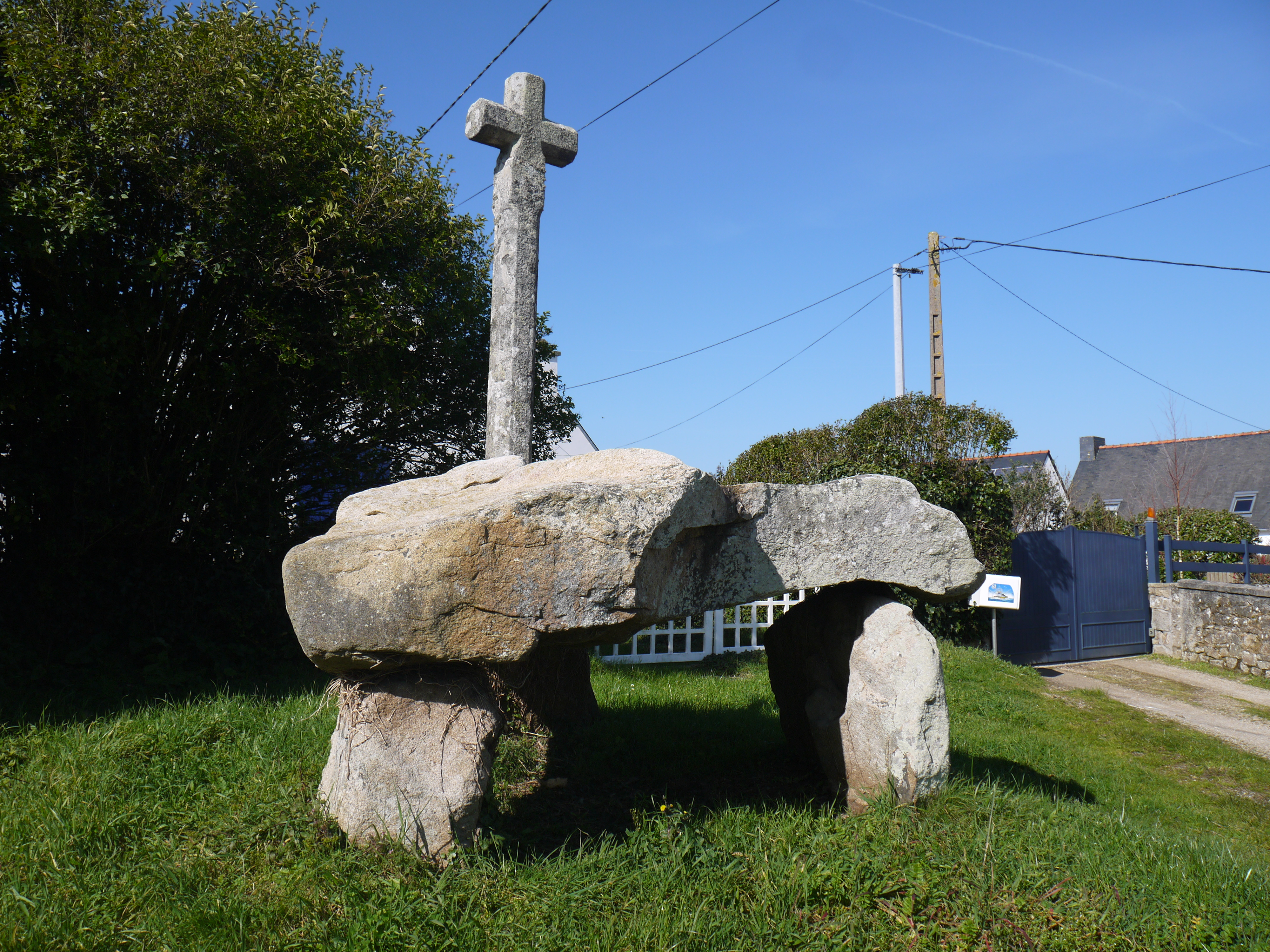
Dolmen Cruz-Menquen

Der Dolmen von Cruz-Menquen (auch Pierre Chaude genannt) liegt an der Rue de Courdiec im Norden von Carnac im Département Morbihan in der Bretagne in Frankreich. Dolmen ist in Frankreich der Oberbegriff für Megalithanlagen aller Art (siehe: Französische Nomenklatur).
Zwischen den Häusern, in der Nähe der Sportanlagen etwa 500 Meter südöstlich der Steinreihe von Le Menec liegt Carnacs einziger Dolmen. Es ist eine kleine christianisierte Megalithanlage mit einem Deckstein von etwa 2,5 m × 2,0 m, der auf drei Tragsteinen ruht. Der Gang ist nicht mehr vorhanden. Auf den Deckstein wurde ein 2,5 Meter hohes Kreuz aus Beton montiert. Der Dolmen ist seit 1992 als Monument historique ausgewiesen.